# Mars 1940 (guerre mondiale)
Chronologie de la Seconde Guerre mondiale
Février 1940 - Mars 1940 -  Avril 1940
- 5 mars : 
  - Staline ordonne au NKVD de procéder à l'exécution de 25 700 officiers, fonctionnaires et « éléments contre-révolutionnaires divers » polonais.

- 8 mars : 
  - Lancement à Saint-Nazaire du cuirassé français Jean-Bart.

- 12 mars : 
  - La Finlande signe un traité de paix avec l'URSS.
- 18 mars : 
  - Mussolini s'entend avec Hitler pour que l'Italie entre en guerre « à un moment opportun ».

- 1940 : 
  - Formation d'un gouvernement chinois pro-japonais à Nankin, dirigé par Wang Jingwei.

- 21 mars : 
  - Paul Reynaud devient Président du Conseil de la France.
  - Le gouvernement français achète tout le stock d'eau lourde (165 litres) disponible en Norvège. L'eau lourde est essentielle pour poursuivre les recherches nucléaires.

- 27 mars :
  - Himmler décide la construction du camp d'Auschwitz.